# Säubrennerkirmes
Die Säubrennerkirmes ist ein Volksfest, welches alljährlich im rheinland-pfälzischen Wittlich stattfindet.
Die Kirmes basiert auf der mittelalterlichen Säubrennersage und fand im Jahre 1950 auf Initiative des damaligen Wittlicher Bürgermeisters Matthias Joseph Mehs erstmals statt. Die Kirmes erfreut sich innerhalb der Region und über ihre Grenzen hinaus großer Beliebtheit und Bekanntheit. Sie findet traditionell am dritten Augustwochenende statt, weil der Wittlicher Stadtpatron, der heilige Rochus, am 16. August Namenstag hat.

## Kirmesprogramm
Das Gerüst des Kirmesprogramms ist seit Jahren nahezu unverändert und unterscheidet sich von Jahr zu Jahr eigentlich nur durch die Bands und Musikkapellen, die allabendlich auf zwei Bühnen in der Innenstadt auftreten.
Traditionell finden am Freitagabend die Eröffnung des Rummelplatzes und das Schauspiel über die Säubrennersage im Stadtpark statt. Anschließend wird auf dem Marktplatz der Belagerungstrunk ausgegeben und die Kirmes durch den Bürgermeister eröffnet.
Am Samstagnachmittag folgt ein Festzug durch die Innenstadt, der auf dem Marktplatz in der Verlesung des Kirmesprotokolls gipfelt. Am Festzug beteiligt sind viele Vereine und Gruppen aus Wittlich und Umgebung wie z. B. die Wittlicher Winzer, die Feuerwehr oder die Gerolsteiner Stadtsoldaten. Weiterhin dürfen auch die 50-jährigen Wittlicher im Festumzug mitgehen. Hierbei handelt es sich um überwiegend gebürtige Wittlicher, die in Wittlich eingeschult wurden. Anreisewege aus Amerika oder Australien sind keine Seltenheit. Anschließend findet die erste Saubratenausgabe statt.
Der Montag ist traditionell der „Tag der Wittlicher“ auf der Kirmes. Das öffentliche Leben ist weitestgehend erlahmt, die Geschäfte haben meist nur vormittags oder gar nicht geöffnet. In der Nacht endet die Saubratenausgabe.
Anschließend folgt der Dienstag als „Familientag“, an welchem die Preise der Fahrgeschäfte auf dem Rummelplatz vergünstigt sind.

## Der Saubraten
Jedes Jahr werden auf der Kirmes über 100 Schweine verzehrt. Zu Schauzwecken dienen zwei Schweine, die am Saubratenstand auf dem Marktplatz als Ganzes am Spieß gebraten werden. Der eigentliche verkaufte Braten, der mit Brötchen und Senf serviert wird, gart in großen Truhen.

## Schauplätze
Das Kirmesgeschehen verteilt sich auf vier Schauplätze:
- Marktplatz: Weinstände der Wittlicher Winzer, Saubraten-Ausgabe, Musikbühne
- Pariser Platz: Weinstände, Musikbühne, Kulinarisches
- Platz an der Lieser: Handwerkermarkt (bis 2018), Imbiss- und Getränkestände (seit 2019)[6]
- Viehmarktplatz, Kurfürstenstraße, Parkplatz Kurfürstenstraße: Rummelplatz

## Bluttat am 19. August 2023
In der Nacht auf Samstag, 19. August 2023 kam es um 2:40 Uhr auf der Säubrennerkirmes zu einem Angriff mit einem Messer auf den 28-jährigen Wittlicher Michael Ovsjannikov, der infolgedessen an den Verletzungen verstarb. Als dringend Tatverdächtige wurden zwei US-Soldaten, die ebenfalls das Fest besuchten, von der bundesdeutschen Polizei festgenommen und anschließend aufgrund des NATO-Truppenstatuts an die US-amerikanischen Behörden übergeben. Das Fest lief zwar nach einer kurzen Unterbrechung weiter, jedoch sagten einzelne Künstler aus Pietätsgründen ab und die Sicherheitsmaßnahmen wurden verschärft.
Der Fall wurde ab Ende September 2024 vor einem Militärgericht auf der 20 Kilometer entfernten US-Airbase Spangdahlem verhandelt. Angeklagt wurde einer der beiden festgenommenen Soldaten. Bei einer Verurteilung in allen Anklagepunkten hätten ihm eine lebenslange Haftstrafe, eine unehrenhafte Entlassung, Herabstufung in die niedrigste Dienststufe und der vollständige Verlust aller Dienstbezüge und Zulagen gedroht. Er wurde jedoch am 11. Oktober 2024 freigesprochen, da ihm die Tat nicht nachweisbar sei. Ein kurz nach der Festnahme abgelegtes Geständnis wurde dabei als nicht verwertbar eingestuft.